# Kujávia

Kujávia címere

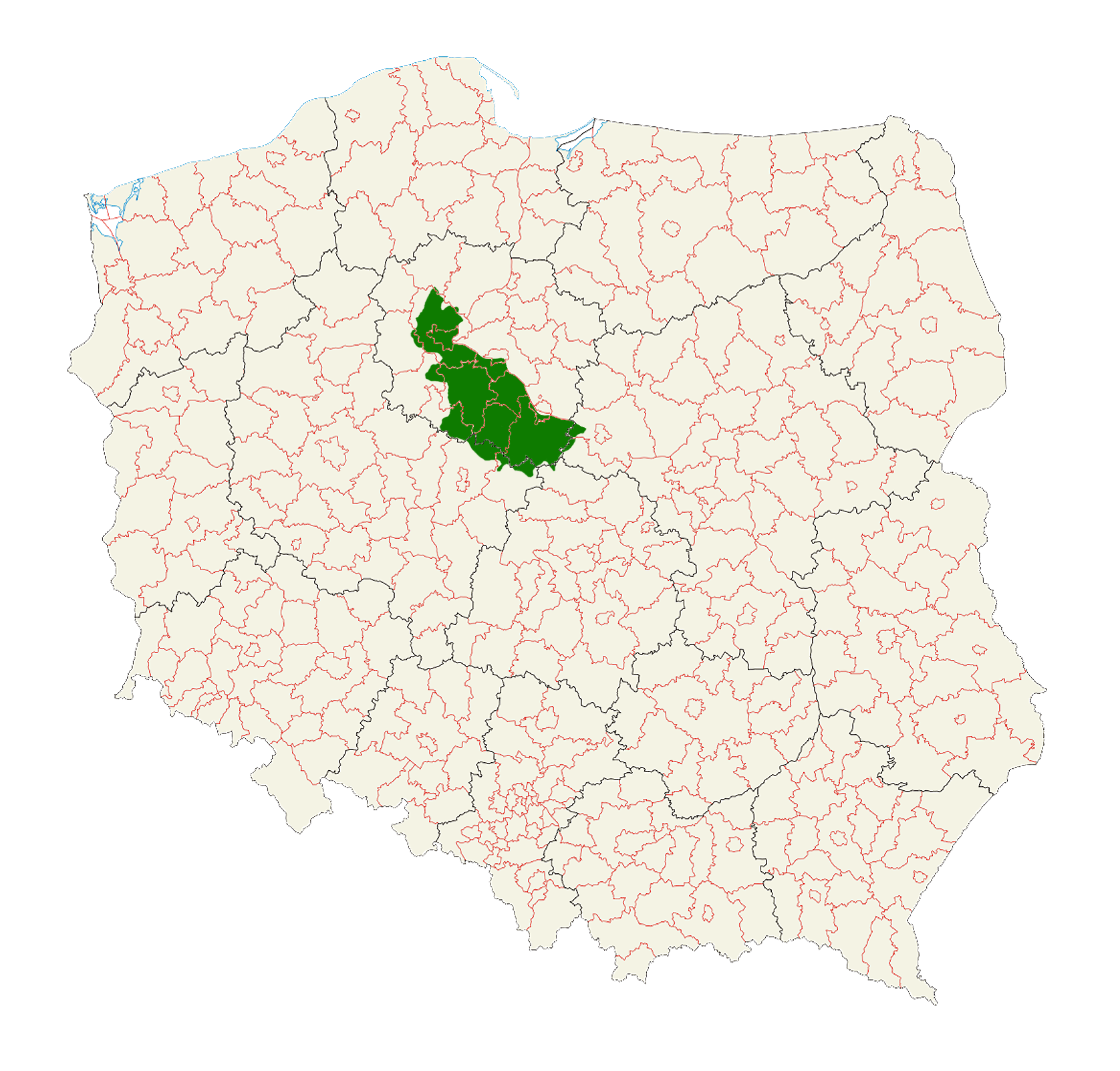
Kujávia fekvése Lengyelországon belül

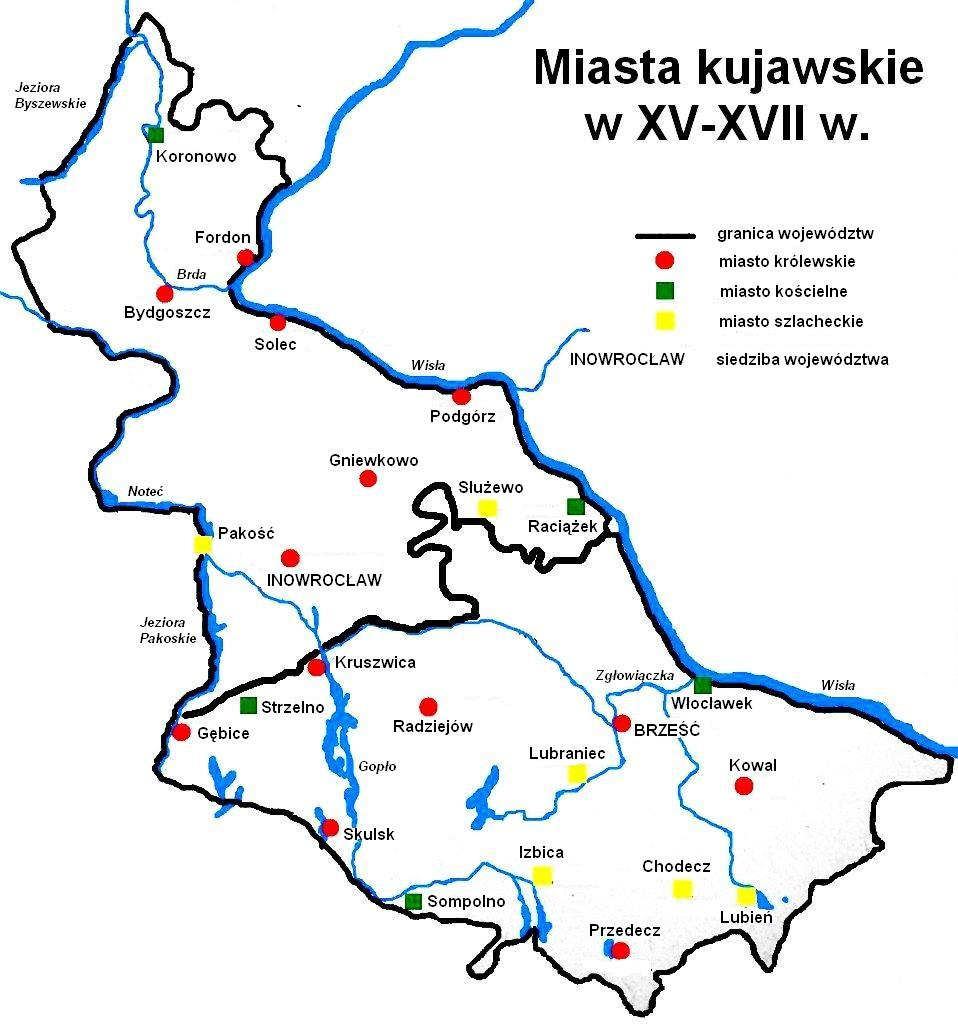
Kujávia a 15. és 17. század között

Kujávia (lengyelül Kujawy, németül Kujawien) lengyel történelmi országrész a Felső-Noteć, a Gopło és a Visztula között. Területe 5989 km². Jelenleg a Kujávia-pomerániai vajdaság, valamint a Kołói és Konini járás (mindkettő Nagy-lengyelországi vajdaság) területén fekszik. Fővárosa Kruszwica volt, később Włocławek lett, miután áthelyezték a (Włocławeki) egyházmegye székhelyét a 12. század első felében. Más fontosabb városai: Brześć Kujawski és Radziejów, de a legfontosabbak Włocławek és Inowrocław.
A Piast-dinasztia utolsó lengyel uralkodói, I. Lokietek Ulászló és Nagy Kázmér a kujáviai hercegek ágából származtak.